# 마이클 보리스 그린
마이클 보리스 그린(영어: Michael Boris Green, 1946년 5월 22일~)은 영국의 물리학자이자 케임브리지 대학교 응용수학 및 이론물리학부(DAMTP)의 교수이다.
끈 이론의 선구자로써 2009년 이래로 스티븐 호킹의 뒤를 이어, 루커스 수학 석좌 교수의 자리에 있다.
1974년에 존 헨리 슈워츠는 조엘 셰르크와 함께 난부 요이치로의 끈 이론이 쿼크의 결합을 설명하는 강한 상호작용을 넘어서, 질량이 없는 스핀 2인 입자(중력자)가 자연스럽게 존재하는 통일장 이론이 될 수 있다는 논문을 발표하였다. 그 후, 1984년에 그린과 슈워츠는 중력 변칙성을 상쇄할 수 있으며, 타키온 상태를 포함하지 않는 이론을 구성할 수 있음을 발표하였고, 이것으로 소위 끈 이론의 1차 혁명을 이끌게 된다.
그는 또한 끈 이론에서 존재하는 물체인 D막 이론의 전개에 대하여도 많은 기여를 하였다.

## 같이 보기
- 이론물리학
- 끈 이론
- 루커스 수학 석좌 교수
- 스티븐 호킹